# Louis Bonneau
Louis Bonneau (Wissembourg, 7 luglio 1851 – Nancy, 28 febbraio 1938) è stato un generale francese, che dopo lo scoppio della prima guerra mondiale fu comandante del VII Corps d'armée durante le fasi della battaglia delle Frontiere. Nonostante il successo iniziale dell'attacco, per essersi successivamente ritirato dall'appena conquistata Mulhouse il generalissimo Joseph Joffre decise di esonerarlo da comando, divenendo primo generale francese ad essere sostituito nel corso della Grande Guerra.

## Biografia

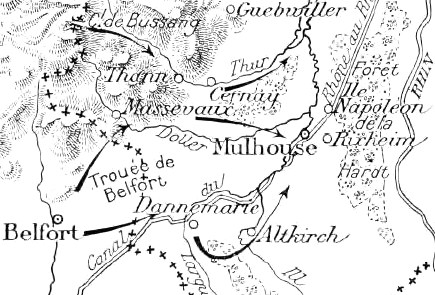
Le fasi della cattura di Mulhouse avvenuta l'8 agosto 1914.

Nacque a Wissembourg il 7 luglio 1851, figlio di Gilbert e di Madeleine Gnahn. Si arruolò nell'armée de terre nel 1868, iniziando a frequentare l'École spéciale militaire de Saint-Cyr, Promotion de Suez, da cui uscì con il grado di sottotenente  il 15 luglio 1870, e immediatamente spedito al fronte per combattere nella guerra franco-prussiana. Combatte nelle battaglie di Borny e di Saint-Privat, rimanendo ferito durante la battaglia di Noisseville (31 agosto 1870). Cadde prigioniero di guerra il 28 ottobre, e rimase a Metz sino al 5 aprile 1871, quando fu rilasciato.
Tenente il 12 settembre 1870, divenne capitano il 2 novembre 1874, e poi professore di geografia presso l'École spéciale militaire de Saint-Cyr l'11 dicembre dello stesso anno. Nel 1884 era professore aggiunto di storia presso l'Ecole supérieure de guerre, e fu promosso maggiore il 17 luglio 1887 e tenente colonnello il 26 dicembre 1893.
Promosso colonnello il 10 luglio 1898, in quello steso giorno fu nominato comandante del 62e Régiment d'infanterie. Promosso generale di brigata il 24 marzo 1902, fu posto in disponibilità fino al 2 aprile di quell'anno, quando fu nominato comandante della 3e Brigade de chasseurs. Il 9 aprile 1903 assunse il comando della brigata di cavalleria del II Corpo d'armata.
Il 1 agosto 1905 divenne comandante della 37e Brigade d'infanterie e delle subdivisioni delle regioni di Guingamp e di Saint-Brieuc. Divenuto generale di divisione il 20 giugno 1906, fu nominato comandante della 41e Division d'infanterie il 29 novembre 1907, per passare al comando del VII Corps d'armée l'8 novembre 1911.  Nel frattempo, il 21 agosto 1907, sposò la signorina Suzanne Hélène Augustine Bastard.
Quando nell'agosto 1914 scoppiò la prima guerra mondiale il generale Joseph Joffre, in ossequio al Piano XVII, ordinò l'avanzata della armate francesi per recuperare i territori dell'Alsazia e della Lorena perduti durante la guerra franco-prussiana del 1870-71. All'estrema destra dello schieramento francese si trovava il VII Corpo d'armata, con quartier generale a Besançon, che entrò in Alsazia da sud con l'obiettivo di occupare Colmar e Schlestadt, distruggere i ponti sul Reno, e puntare in un secondo tempo su Strasburgo. L'8 agosto il VII Corpo d'armata occupò Mulhouse, ma la controffensiva tedesca costrinse il suo comandante ad evacuare la città alle 5 di mattina del 9 agosto. Questo fatto fu preso come una intollerabile sconfitta dal generale Joffre, comandante in capo delle truppe francesi. Il 10 agosto, nel tentativo di raddrizzare la situazione in Alsazia, Joffre decise di costituire una nuova armata, designata Armée d'Alsace, e offrì il comando al generale Pau, che accettò immediatamente.
Il 30 agosto 1914 fu esonerato dal comando del VII Corpo d'armat, e il 24 ottobre posto definitivamente in posizione di riserva. Si spense a Nancy il 28 febbraio 1938.

## Pubblicazioni
- Environs de Caen, con Emile-Alpinien Biloir (1862-1914), Service géographique de l'armée, Paris.

### Annotazioni
1. ↑  Fu il primo generale francese ad essere esonerato dal comando nel corso della Grande Guerra, trasferito a Limonges da qui derivò il termine limongeage che intendeva un generale esonerato dal comando.

### Fonti
1. ↑  Académie de Strasbourg.
2. 1 2 3 4  Geneanet.
3. 1 2 3 4 5 6 7 8 9 10 11  Leonore.
4. 1 2 3  Keegan, John. The First World War. Random House of Canada Limited, Toronto, 1998. ISBN 0-676-97224-1
5. 1 2 3  Spencer, Roberts 2005, p. 1413.
6. ↑  Auclair 1922, p. 35.